# Bioespeleología

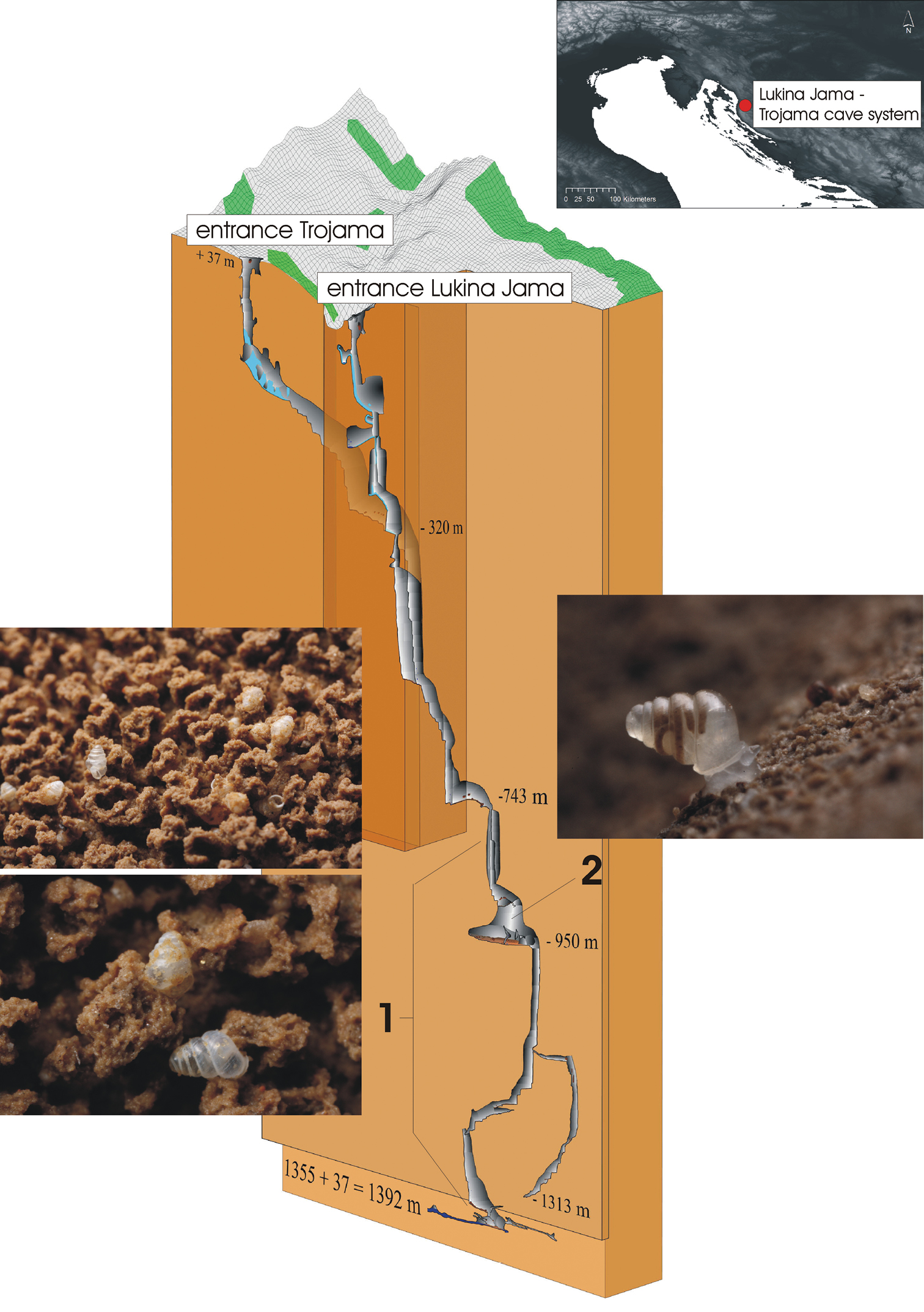
Sección 3D de sistema Lukina jama - Trojama en las montañas Velebit de Croacia. Se indican los lugares de recolección (1) de las conchas y el espécimen viviente (2) del caracol cavernícola Zospeum tholussum.

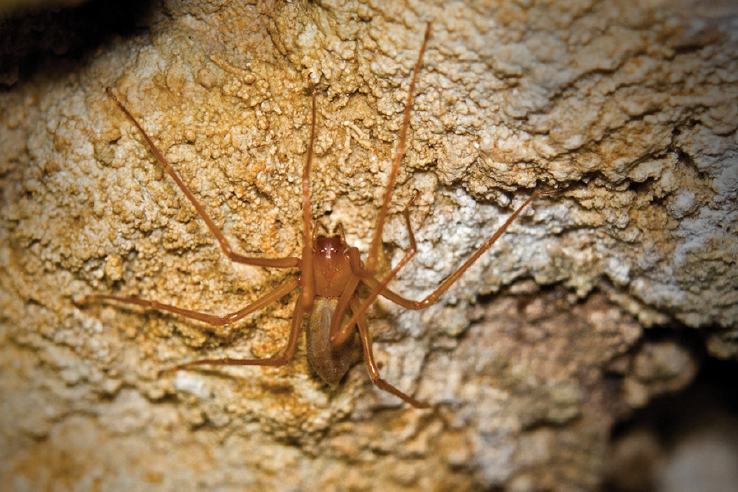
Araña Trogloraptor marchingtoni en una cueva en Oregón.

La bioespeleología es una ciencia del karst que desde la biología se dedica al estudio de organismos vivos en cuevas, denominados conjuntamente troglofauna.

## Historia
El primer documento que menciona organismos cavernícolas data de 1689, con la referencia al olm, una salamandra de cueva. Descubierto en Eslovenia, región de Carniola, fue tomado inicialmente por una cría de dragón y fue registrado por Johann Weikhard von Valvasor en su trabajo La Gloria del Ducado de Carniola. El primer estudio formal sobre organismos cavernícolas estuvo dedicado al escarabajo de cueva ciego. Fue encontrado en 1831 por Luka Čeč, ayudante de iluminación, explorando las porciones interiores descubiertas poco antes en el sistema Cueva de Postojna del suroeste de Eslovenia. El espécimen se envió a Ferdinand J. Schmidt, quién lo describió en la publicación Illyrisches Blatt (1832). Lo denominó Leptodirus Hochenwartii por el donante, y también le dio el nombre esloveno drobnovratnik y el nombre alemán Enghalskäfer, ambos significando "escarabajo de cuello esbelto". El artículo representa la primera descripción formal de un animal de cueva (el olm, descrito en 1768, no fue reconocido como animal de cueva en su tiempo). La búsqueda subsiguiente de Schmidt permitió descubrir más troglofauna desconocida, lo que despertó un interés considerable entre los historiadores naturales. Por esta razón, el descubrimiento de L. hochenwartii (Junto con el olm) está considerado como el punto de partida de la bioespeleología como disciplina científica. La bioespeleología se formalizó como ciencia en 1907, con la publicación por Emil Racoviţă de su trabajo seminal Essai sur les problèmes biospéologiques.

## Categorías de organismos
En la actualidad, una de las clasificaciones más utilizadas es la de Schiner-Racovitza, en la que los organismos de cueva se dividen en tres clases básicas:

##### Troglobios
Los troglobios son los organismos propiamente cavernícolas, adaptados a la vida en cueva. Algunos pueden dejar las cuevas durante periodos cortos, y pueden completar partes de sus ciclos de vida en el exterior, pero no toda su vida. Ejemplos: bacterias quimiotrópicas, algunas especies de platelmintos, colémbolos, y peces.

##### Troglófilos
Pueden vivir parte o toda su vida en cuevas, pero también pueden completar un ciclo de vida en entornos apropiados de la superficie. Ejemplos: grillos de cueva, murciélagos, diplópodos, pseudoscorpiones y arañas.

##### Trogloxenos
Frecuentan las cuevas, y pueden realizar en ellas una parte de su ciclo de vida, pero tiene que regresar a la superficie (o a una zona parahipogea) en alguna ocasión. Steatornis caripensis, opiliones y Homo sapiens son consideradas especies trogloxenas.

## Categorías medioambientales
Los entornos de la cueva se clasifican en tres categorías generales:

##### Endogeos
Son las partes de cuevas que están en comunicación con la superficie a través de grietas y junturas rocosas, filtración de agua o protrusión de raíces.

##### Parahipogeos
Regiones limítrofes cercanas a las bocas de cueva, que se extiende a los lugares donde llegan los últimos rayos de sol.

##### Hipogeos
Entorno "verdaderamente" subterráneo. Pueden estar en contacto regular con la superficie a través del aire y ríos subterráneos, o la migración de animales, o ser casi enteramente aislados. Los entornos hipogeos profundos pueden albergar ecosistemas autónomos donde la fuente primaria de energía no sea la luz solar, sino la energía química liberada por la roca caliza y otros minerales por bacterias quimiotróficas.